# Самедов, Умид Ильхам оглы
Умид Ильхам оглы Самедов (азерб. Ümid İlham oğlu Səmədov; род. 7 октября 2003) — азербайджанский футболист. Защитник. Выступает за «Кяпаз».

## Карьера
Родился 7 октября 2003 года. Первым его тренером был отец, Ильхам Самедов, являющийся детским тренером по футболу.
Выиграл первенство Азербайджана по футболу в своей возрастной группе, став лучшим бомбардиром.
В 2014 году снялся в социальной рекламе АФФА. 
В 2018 году выступал за «Кяпаз (до 15 лет)».
Дебютировал за «Кяпаз» в 14 лет 352 дня в сезоне 2018/2019 в 5 туре в игре против «Карадага», когда команда играла в Первом дивизионе, став самым молодым игроком, дебютировавшим за «Кяпаз». 
Также стал самым молодым игроком, забившим за «Кяпаз» (15 лет 213 дней).
В первом сезоне выходил на замену. Со второго сезона начал играть в основном составе.
До выступления за основную команду являлся центральным нападающим. В Первом дивизионе переквалифицировался в крайнего защитника.
Приглашался в сборную до 15 лет, до 17 лет, до 21 года.
Выступал за «Кяпаз-2».
2 августа 2024 года подписал контракт с «Кяпазом». Контракт рассчитан до 30 июня 2027 года.

## Семья
Брат, Али Самедов, также является футболистом. Дядя, Интигам Самедов, работал тренером в «Кяпазе». Двоюродный брат, Низами Самедов выступал за «Нефтчи (до 19 лет)».  